# Kántor Zsolt
Kántor Zsolt (Debrecen, 1958. szeptember 20. – 2023. október 9. (k. n.)) magyar költő, író, szerkesztő, pedagógus.

## Életpályája
Tanulmányait a debreceni Tanítóképző Főiskola ének-könyvtár szakán végezte. Majd 2006-ban diplomát szerzett a budapesti Szent Pál Akadémián. Teológia szakon, levelező tagozaton. A Hit Gyülekezete tagja lett 1998. szeptember 20-án. Azóta a békéscsabai Hit Gyülekezete vezetőségi tagja. 2005. novemberében a HETEK és az Élet és Irodalom hasábjain közzé tett egy nyilatkozatot ügynöki múltjáról. Bocsánatot kért az irodalom berkeiben megfigyelt kollégáitól. Külön Kukorelly Endrétől és Parti Nagy Lajostól. 2008. február 22-én erről írt az Élet és Irodalomban, Egy este Kukorelly Endrével címmel naplórészletet.
1980–1981 között a mezőtúri Újvárosi Általános Iskola tanára volt. 1981-től 5 évig tanított a szarvasi 2. Számú Általános Iskolában. 1986–1989 között a Szarvasi Városi Tanács közművelődési főelőadója volt. 1989–1993 között a békéscsabai Tevan Kiadó Kft. szerkesztője, 1993 óta igazgató-helyettese. 1992 óta a Sodrás szerkesztője. 1993–1998 között a Bárka irodalmi folyóirat alapító-főszerkesztője volt. 1997–2004 között a Tevan Kiadó Kft. igazgatója volt. 2005-től a békéscsabai Hungária Nyomda könyvkiadási üzletágvezetője, 2006–2011 között munkanélküli volt. 2011-ben kapott állást a szarvasi Tessedik Múzeumban. 2014-től a békéscsabai Csabagyöngye Kulturális Központban Junior Novella Műhely néven szakkört vezet gimnazista tollforgatóknak.

## Művei
- Világültetés (versek, 1986)
- Kedvenc állataim (1989)
- Aggályok (versek, 1992)
- Kék szótövek (1993)
- Ellenelégia (versek, 1996)
- "Szabaduljunk meg az utókortól...". Huszonegy, Békés megyében született, innen eltávozott és ide érkezett szépíró szöveggyűjteménye (szerkesztette, Csobai Lászlóval, 1996)
- Félregombolt égbolt. Új és válogatott versek (1997)
- Szövegfonatok (1999)
- Amit birtokolni vélsz (2001)
- Madarak, puha gépek (esszék, 2007)
- Must (versek, tárcák, 2015)
- Az idő szaván fogja a nyelvet (versek, novellák, 2016)
- Cseng-bong a műgond (versek, 2017)
- Jézus Krisztus Szarvason (versek, esszék); Digitális Kalamáris, Szarvas, 2018

## Díjai, kitüntetései
- Békés megye Művészeti Ösztöndíja (1988)
- JAK-ösztöndíj (1989)
- Élet És Irodalom tárcanovella-pályázatának különdíja (II. kategória) (2012)